# ゾンビ・コップ
『ゾンビ・コップ』（原題: Dead Heat）は、1988年のアメリカ映画。トリート・ウィリアムズ、ジョー・ピスコポ、ダーレン・マクギャヴィン、ヴィンセント・プライス出演。
のちにテレビ放送された際にディック・ミラーの出演シーンやロジャーのフラッシュバックシーンなどが追加され、日本でのテレビ放送版にもこの追加シーンが使われた。HDマスターが存在するのは劇場公開版のみのため、ソフトには追加シーンを別に収録している。

## ストーリー
このところ、町では致命傷を与えられてもなかなか死なない犯罪者による犯罪が立て続けに起きていた。
ある日、ロジャー・モーティスとダグ・ビグローの刑事コンビは、他の警官たちともに2人組の宝石強盗犯との銃撃戦に突入する。ところが、強盗犯らはなかなか死なず、逆に警官たちが次々に倒れて行く。ロジャーの提案で、ヘルツォーク警部補の車を用いて反撃した結果、1人は手榴弾を持っているときにダグに手首を撃たれて爆死し、もう1人はロジャーによって車と車に挟まれて死亡する。
その後、強盗犯らの正体が過去に検死官のレベッカが検死した人物であることが判明し、死体からはサルファ剤が検出された。
レベッカから話を聞いたロジャーたちは、サルファ剤を大量購入したダンテ製薬を訪れ、広報担当のランディ・ジェームズに会うが、何も聞き出せなかった。そこでダグは、隙を見て会社の深部に侵入し、蘇生マシンの上に寝かされたゾンビを発見する。そのときゾンビが目を覚ましてダグに襲いかかり、彼を助けに来たロジャーは、ゾンビに殴られた衝撃で実験用の動物を殺すための減圧室に閉じ込められて死亡する。
落ち込むダグに対し、レベッカは蘇生マシンを用いてロジャーをゾンビとして蘇らせる。限られた時間の中、2人はランディの家を訪れ、2週間前に死んだと報じられたアーサー・P・ローダーミルクがランディに宛てたメッセージを話すビデオ映像を見つける。しかしそこに2人組みのゾンビが現れ、ダグとロジャーはゾンビと格闘する。

## キャスト
| 役名                                     | 俳優                           | 日本語吹替                          | 日本語吹替 |
| 役名                                     | 俳優                           | フジテレビ版                        |            |
| ---------------------------------------- | ------------------------------ | ----------------------------------- | ---------- |
| ロジャー・モーティス刑事                 | トリート・ウィリアムズ         | 秋元羊介                            |            |
| ダグ・ビグロー刑事                       | ジョー・ピスコポ               | 江原正士                            |            |
| レベッカ                                 | クレア・カークコンネル         | 藤生聖子                            |            |
| ランディ・ジェームズ                     | リンゼイ・フロスト             | 佐藤しのぶ                          |            |
| アーネスト・マクナッブ博士               | ダーレン・マクギャヴィン       | 吉水慶                              |            |
| アーサー・P・ローダーミルク              | ヴィンセント・プライス         | 八奈見乗児                          |            |
| Mr.スール                                | ケイ・ルーク                   | 石森達幸                            |            |
| ヘルツォーク警部補                       | ロバート・ピカード             | 小島敏彦                            |            |
| メイベリー署長                           | メル・スチュアート             | 村松康雄                            |            |
| ガートルード・ベルマン                   | イヴォンヌ・ピーティー         | 麻生美代子                          |            |
| Mrs.フォン・ヘイゼンバーグ（宝石店の客） | モニカ・ルイス                 | 竹口安芸子                          |            |
| 霊園警備員                               | ディック・ミラー               | 塚田正昭                            |            |
| スミッティ（強盗）                       | ピーター・ケント               | 水野龍司                            |            |
| ボブ（強盗）                             | ベン・ミトルマン               | 田中正彦                            |            |
| ブッチャー                               | プロフェッサー・トオル・タナカ | （台詞なし）                        |            |
| ニュースキャスター                       | マーサ・クイン                 | さとうあい                          |            |
| ウィルコックス（ダンテ製薬受付）         | チップ・ヘラー                 | 菅原正志                            |            |
| 宝石店店員                               | ケイト・カプリン               | 峰あつ子                            |            |
| 宝石店マネージャー                       | ペギー・オブライエン           | 久保田民絵                          |            |
| パトロール巡査                           | シェーン・ブラック             |                                     |            |
| 役不明又はその他                         | N/A                            | 中田和宏                            |            |
|                                          |                                |                                     |            |
| 翻訳                                     | N/A                            | 久保喜昭                            |            |
| 演出                                     | N/A                            | 福永完爾                            |            |
| 音効                                     | N/A                            | 佐藤良介                            |            |
| 担当                                     | N/A                            | 山形淳二                            |            |
| 初回放送                                 | N/A                            | 1992年5月2日 『ゴールデン洋画劇場』 |            |

※マクザムから発売のBlu-ray/DVDにフジテレビ版の吹替が収録。

## スタッフ
- 監督：マーク・ゴールドブラット
- 製作：マイケル・メルツァー、デヴィッド・ハルパン
- 製作総指揮：ステファノ・フェラーリ
- 脚本：テリー・ブラック
- 撮影：ボブ・イエオマン
- 音楽：アーネスト・トルースト
- SFX・VFX・特撮：スティーヴ・ジョンソン